# Sveta Marina
Sveta Marina (dříve známá též pod názvy Marina, Kermenica nebo Prkušnica, italsky Santa Marina d'Albona) je malá vesnice a přímořské letovisko v Chorvatsku v Istrijské župě, spadající pod opčinu Raša. Nachází se asi 8 km jihovýchodně od Labinu. V roce 2011 zde trvale žilo 50 obyvatel.